# タイタンズを忘れない
『タイタンズを忘れない』（原題：Remember The Titans）は、実話を元にした2000年のアメリカ映画。
公民権法施行の後も人種差別が渦巻く1971年に、教育改革によりヴァージニア州に生まれた白人黒人混合の高校フットボールチームの選手達が、「肌の色が違う」というだけでお互いいがみ合いながらもスポーツを通じて徐々に分かり合い、周囲の人々をも巻き込みながら、奇跡を起こしていく。

## 概要
監督はボアズ・イェーキン、製作はジェリー・ブラッカイマーでウォルト・ディズニー・スタジオで製作された。デンゼル・ワシントンがコーチのハーマン・ブーン役として主演している。
この映画は、アメリカ国内で人種間の緊張が最も高かった時代、ヴァージニア州アレクサンドリアの州立高校で黒人と白人の混成フットボールチームが設立され、州のチャンピオンシップで勝利したことを元にした実話の映画である。
作中には実際に1970年代にヒットした流行歌が効果的に使用されている。例を挙げると、スティームの"Na Na Hey Hey Kiss Him Goodbye"、マーヴィン・ゲイ＆タミー・テレルの"Ain't No Mountain High Enough"等が挙げられる。トレヴァー・ラビンがこの映画のサウンドトラックを担当し、サウンドトラックにはラビン自身作曲の"Titan's Spirit"が収録されている。なお、Titan's SpilitはNBCのオリンピック中継のエンディング曲としても使用されている。

## ストーリー
語り部はシェリル・ヨーストという女性。物語は、人種差別が強く根付く1971年に、ヴァージニア州アレクサンドリアの州立T.C.ウィリアムズ高校に黒人ハーマン・ブーン（デンゼル・ワシントン）がアシスタント・ヘッドコーチとして雇われ迎え入れられ、白人と黒人の混合チームが生まれる所から始まる。
当初ブーンは白人ヘッドコーチにしてシェリルの父のビル・ヨースト（ウィル・パットン）のアシスタントとして雇われたが、「全人種が平等に扱われなければならない」と言うアファーマティブ・アクション法の施行と世論の動きに後押しされた教育委員会はヨーストを降格させ、ブーンをヘッドコーチに就任させる事を決定した。その通達を聞いた両人はそれぞれ難色を示した。何故なら、下手に白人の上に立つような真似をすれば人種差別主義者に狙われる事をブーンは知っており、そしてヨーストもまた州立高校よりはるかに高額の報酬で雇ってくれる大学のフットボールチームが彼に打診してきたからだ。だが、ブーンは近所に住む黒人達から私たちの誇りと才能を示すためにコーチになってくれと頼まれ、そしてまたビル自身も生徒の保護者達から自分の子供を黒人コーチの下に置きたくない、と言う声に後押しされてそれぞれが教育委員会の通達に従った。
最初はお互いの未知から来る恐怖に支配されて、白人黒人共に歩み寄ろうともせずいがみ合ってばかりいた。あるとき街を離れ、ゲティスバーグで合宿を行った。合宿でもケンカが絶えず、チームとして機能しない日々であったが、あるときブーンは白人黒人お互いに全員と話をすることを強制させ、さもないと１日の練習を4回にすると言い出した。渋々従う選手達、そして、ブーンはゲティスバーグの南北戦争決戦地で「お互いわかり合えなければ私たちもここで終わりだ」と説いた。そんなブーンの声が届き始め、選手達は徐々にお互いに心を開き始める。そしてカリフォルニアからの編入生ロニー・’’サンシャイン’’・バース（キップ・パルデュー）を迎え彼の肌の色にとらわれない態度も次第にチームメイト達を一つにしていった。
合宿で一つになったタイタンズであったが、いざ学校に帰ってみると街には相変わらず人種差別が渦巻いていた。またバラバラになりかける選手達であったが、リーダー格のゲーリーやジュリアスは「コーチに頼りっきりじゃだめだ。もう一度一つになろう」と、試合前のウォーミングアップを自分達でダンスをすることを提案する。自分達の結束を強固なものにしていくタイタンズは州の大会で順調に連勝していった。
途中ブーンは同僚の黒人教師から教育委員会は「もし一回でも負ければ君をクビにする意向だ」と聞かされたが気負わず指導を続けた。またヨーストも高校殿堂入り投票委員会から「次の試合は負けが決まっていてそこでブーンは終わり、君が殿堂入りだ。」と八百長の事実を知らされる。案の定、次の試合、明らかに不利な判定が続いたが、ヨーストは審判に「本当のことをばらす」と八百長をやめさせ、試合に逆転勝利する。しかし、試合後、委員会から「君の殿堂入りはなくなった」と告げられるも、ヨーストは自身の殿堂入りよりチームの勝利を選んだ。
その後も強豪校を倒し、ついに決勝戦に駒を進めた。
しかし、その決勝戦を前にした夜、思いもよらない悲劇がチームを襲ったのであった。
シェリルによると、現在も黒人と白人は互いに諍うものの、憎しまないうちにタイタンズを思い出している。
映画では最後、ブーンやヨースト、タイタンズの選手達がその後どんな道を歩んだのかが書かれている。

## 歴史
作品途中に出てくる一枚のポスター。それは1968年メキシコシティオリンピックのものであり、表彰台に上る選手が人種差別に抗議している様子を描いたものである。アメリカの2人の選手はうつむいて国旗である星条旗から目をそらし、拳を突き上げ、ポスター左手の銀メダリストを含む彼ら3人は左胸に人権を求めるオリンピック・プロジェクト（Olympic Project for Human Rights、略称：OPHR）をつけている。ブラックパワー・サリュート（Black Power salute）として有名。

## キャスト
| 役名                           | 俳優                     | 日本語吹替                                  |
| ------------------------------ | ------------------------ | ------------------------------------------- |
| ハーマン・ブーン（コーチ）     | デンゼル・ワシントン     | 大塚明夫                                    |
| ビル・ヨースト（コーチ）       | ウィル・パットン         | 原康義                                      |
| ジュリアス・キャンベル         | ウッド・ハリス           | 吉田孝                                      |
| ゲーリー・バーティアー         | ライアン・ハースト       | 伊藤健太郎                                  |
| ペティー・ジョーンズ           | ドナルド・フェイソン     | 草尾毅                                      |
| ルーイ・ラスティク             | イーサン・サプリー       | 高木渉                                      |
| ロニー・“サンシャイン”・バース | キップ・パルデュー       | 置鮎龍太郎                                  |
| シェリル・ヨースト             | ヘイデン・パネッティーア | 須藤祐実                                    |
| キャロル・ブーン               | ニコール・アリ・パーカー | 山像かおり                                  |
| エマ・ホイト                   | ケイト・ボスワース       | 茂呂田かおる                                |
| アラン・ボズレイ               | ライアン・ゴズリング     | 石田彰                                      |
| レイ・バドズ                   | バージェス・ジェンキンス | 三木眞一郎                                  |
| 日本語版制作スタッフ           |                          |                                             |
| 演出                           | 演出                     | 高桑一                                      |
| 翻訳                           | 翻訳                     | 荒木小織                                    |
| 録音・調整                     | 録音・調整               | 重光秀樹                                    |
| 制作協力                       | 制作協力                 | 荒井次郎（NFLジャパン）                     |
| 録音制作                       | 録音制作                 | ケイエスエス                                |
| 制作監修                       | 制作監修                 | 山本千絵子                                  |
| 日本語版制作                   | 日本語版制作             | DISNEY CHARACTER VOICES INTERNATIONAL, INC. |

## 音楽
2000年9月19日、サウンドトラックがウォルト・ディズニー・レコーズからリリースされた。この映画では、ロック・ギタリストトレヴァー・ラビンによって様々なアーティストの音楽が編曲されている。

### サウンドトラック
| #         | タイトル                             | 作詞      | 作曲・編曲 | アーティスト名                                      | 時間 |
| --------- | ------------------------------------ | --------- | ---------- | --------------------------------------------------- | ---- |
| 1.        | 「Ain't No Mountain High Enough」    |           |            | マーヴィン・ゲイ&タミー・テレル                     | 2:29 |
| 2.        | 「スピリット・イン・ザ・スカイ」     |           |            | ノーマン・グリーンバウム                            | 4:02 |
| 3.        | 「Peace Train」                      |           |            | キャット・スティーヴンス                            | 4:08 |
| 4.        | 「Na Na Hey Hey Kiss Him Goodbye」   |           |            | Steam                                               | 4:05 |
| 5.        | 「Long Cool Woman in a Black Dress」 |           |            | ホリーズ                                            | 3:17 |
| 6.        | 「I Want to Take You Higher」        |           |            | アイク&ティナ・ターナー                             | 2:44 |
| 7.        | 「Up Around the Bend」               |           |            | クリーデンス・クリアウォーター・リバイバル          | 2:42 |
| 8.        | 「Spill the Wine」                   |           |            | ウォー                                              | 4:05 |
| 9.        | 「はげしい雨が降る」                 |           |            | レオン・ラッセル                                    | 5:10 |
| 10.       | 「アクト・ナチュラリー」             |           |            | バック・オーウェンス                                | 2:21 |
| 11.       | 「Express Yourself」                 |           |            | Charles Wright & the Watts 103rd Street Rhythm Band | 3:53 |
| 12.       | 「Titans Spirit」                    |           |            | トレヴァー・ラビン                                  | 7:25 |
| 合計時間: | 合計時間:                            | 合計時間: | 46:21      |                                                     |      |